# Sambuco
Sambuco là một đô thị tại tỉnh Cuneo trong vùng Piedmont của Italia, vị trí cách khoảng 100 km về phía tây nam của Torino và khoảng 40 km về phía tây của Cuneo. Tại thời điểm ngày 31 tháng 12 năm 2004, đô thị này có dân số 92 người và diện tích là 46,8 km².
Sambuco giáp các đô thị: Canosio, Demonte, Marmora, Pietraporzio và Vinadio.